# Srečko Prijatelj
Srečko Prijatelj , slovenski politik, poslanec * 28. avgust 1962, Trbovlje.
Srečko Prijatelj, sin Antonije dekl.Ratej Prijatelj in Zvonimirja Medved - zato ima v rojstnem listu vse tri priimke. Rojen je 28.8.1962 v Trbovljah. Pred izvolitvijo je delal na Slovenskih železnicah kot šef Sekcije TVD. V politiki je že od leta 1994,v parlament je bil izvoljen dvakrat.

## Državni zbor
Srečko Prijatelj, član Slovenske nacionalne stranke, je bil leta 2004 izvoljen v Državni zbor Republike Slovenije; v tem mandatu je bil član naslednjih delovnih teles:
- Odbor za gospodarstvo,
- Odbor za promet,
- Odbor za zdravstvo,
- Odbor za kulturo, šolstvo in šport in
- Preiskovalna komisija za ugotovitev politične odgovornosti nosilcev javnih funkcij v zvezi z domnevnim oškodovanjem državnega premoženja pri prodaji deležev Kapitalske družbe d.d. in Slovenske odškodninske družbe d. d. v gospodarskih družbah in sicer tako da zajema preiskava vse prodaje ki so sporne z vidika skladnosti z zakoni in drugimi predpisi ter z vidikov preglednosti in gospodarnosti.

Po potrjeni sodbi višjega sodišča mu je 17. marca 2010 državnozborska mandatno-volilna komisija odvzela poslanski mandat, pri čemer ga bo nadomestila Sara Viler.

## Prijetje in zapor
Leta 2010 je bil odveden v preiskovalni zapor zaradi suma izsiljevanja. Kot prvi poslanec v zgodovini Slovenije je bil v času aktivnega mandata obsojen na zaporno kazen petih let in dveh mesecev enotne zaporne kazni zaradi izsiljevanja, samovolje in nedovoljenega prometa z orožjem. 12. marca 2010 je Višje sodišče v Kopru potrdilo sodbo, hkrati pa zmanjšalo dolžino zaporne kazni in sicer na štiri leta. 21. aprila 2011 so ga premestili iz koprskega zapora, kjer je do sedaj prestajal priporno in zaporno kazen, v osrednji slovenski zapor na Dobu. Januarja 2013 je bil zaradi prejemanja in dajanja daril pri poslih Luke Koper na Orleški gmajni obsojen še na tri leta zaporne kazni.